# Green Island (Nowy Jork)
Green Island – miasto w Stanach Zjednoczonych, nad rzeką Hudson, w stanie Nowy Jork, w hrabstwie Albany.